# Egnasia apicata
Egnasia apicata är en fjärilsart som beskrevs av Emilio Berio 1956. Egnasia apicata ingår i släktet Egnasia och familjen nattflyn. Inga underarter finns listade i Catalogue of Life.